# Decevania striatigena
Decevania striatigena är en stekelart som först beskrevs av Jean-Jacques Kieffer 1910.  Decevania striatigena ingår i släktet Decevania och familjen hungersteklar. Inga underarter finns listade i Catalogue of Life.